# Spinosipella
Spinosipella is een geslacht van tweekleppigen uit de  familie van de Verticordiidae.

## Soorten
- Spinosipella acuticostata (Philippi, 1844)
- Spinosipella agnes Simone & Cunha, 2008
- Spinosipella costeminens (Poutiers, 1981)
- Spinosipella deshayesiana (P. Fischer, 1862)
- Spinosipella ericia (Hedley, 1911)
- Spinosipella tinga Simone & Cunha, 2008